# Quaranta-cinc
El quaranta-cinc (escrit 45, XLV o 四十五 segon el sistema de numeració usat) és un nombre natural que segueix el quaranta-quatre i precedeix el quaranta-sis. És un nombre triangular.
Ocurrències del 45:
- Els antics discs de 45 rpm
- Un joc de cartes
- El prefix per trucar a Dinamarca
- Els anys 45, 45 aC i 1945
- El nombre atòmic del Rodi
- El calibre d'algunes pistoles lleugeres
- Un nombre de la sort, ja que les seves xifres sumen 9